# Jessy Moravec
Jessy Moravec (eigentlich Jessica Oswald; * 21. Juni 1990 in Uetikon am See, Schweiz) ist eine Schweizer Schauspielerin.

## Leben
Jessy Moravec wuchs in der Region Zürich auf. Bereits während des Studiums wirkte sie in mehreren Filmproduktionen mit, unter anderem bei Tatort: Skalpell oder Stärke 6.
2012 wurde sie in der Dokumentation „Böses Mädchen gesucht - Beobachtungen beim Tatort-Casting“ der Reihe Reporter des Schweizer Fernsehens im Zusammenhang mit ihrer Rolle im Tatort: Skalpell porträtiert.
Seit 2012 lebt sie in Berlin, wo sie vermehrt ihre Projekte als Regisseurin und Drehbuchautorin verfolgt. Seit 2016 gibt sie zudem regelmäßig Schauspiel-Workshops für Kinder und Jugendliche in der Schweiz. 2017 heiratete sie den Berliner Musiker und Musikproduzenten Konstantin Dellos, mit welchem sie bereits mehrere Musikvideos veröffentlichte. Im März 2018 gewann Jessy Moravec den Schweizer Filmpreis für die beste Darstellung in einer Nebenrolle in dem Film Mario von Marcel Gisler.

## Filmografie (Auswahl)
- 2010: Leyla heisst Nacht (Kurzfilm)
- 2011: Best Friends
- 2011: Stresschopf (Kurzfilm)
- 2011: Tatort: Skalpell
- 2012: Teneriffa (Kurzfilm)
- 2012: Stärke 6
- 2013: Achtung, fertig, WK!
- 2013: Das Leben nach dem Tod (Kurzfilm)
- 2013: Bis wir bluten (Kurzfilm)
- 2013: Driften
- 2013: Whisper (Shades of Time)
- 2013: Durst (Kurzfilm)
- 2014: Ausgelöscht – Ascension Day
- 2014: Bitter/Süß
- 2014: Der Bestatter
- 2014: Kinderstube (Kurzfilm)
- 2014: Korridor Nr. 50
- 2015: Bruma
- 2015: Death wish Zero
- 2015: Letzte Spur Berlin
- 2015: Lunakid „Technicolor“ (Musikvideo)
- 2016: Who Killed Bambi? (Kurzfilm)
- 2017: Lasst die Alten sterben
- 2018: Mad Heidi (ehem. Heidiland; Trailer zum Film)
- 2018: Mario
- 2019: Aus dem Schatten – Eine Zeit der Hoffnung (Fernsehfilm)
- 2019: How to win Cannes in 5 easy steps (Kurzfilm)
- 2025: Die Beschatter (Fernsehserie)

## Auszeichnungen
- 2018: Acting Award Fuicla Festival Agadir – Besondere Auszeichnung für den Kurzfilm Who killed Bambi?
- 2018: Schweizer Filmpreis